# Burgess Meredith
Oliver Burgess Meredith (ur. 16 listopada 1907 w Cleveland, zm. 9 września 1997 w Malibu) – amerykański aktor i filmowiec, którego kariera obejmowała radio, teatr, film i telewizję.
Dwukrotnie nominowany do Oscara dla najlepszego aktora drugoplanowego za rolę Harry’ego Greenera w dreszczowcu Johna Schlesingera Dzień szarańczy (1975) i kreację trenera boksu Mickeya Goldmilla w dramacie sportowym Johna G. Avildsena Rocky (1976). Wystąpił również w kontynuacjach – Rocky II (1979), Rocky III (1982) i Rocky IV (1985), a także epizodycznie we wspomnieniach „Rocky’ego” w Rocky V (1990). Laureat nagrody specjalnej Tony Award (1960) i National Board of Review dla najlepszego aktora drugoplanowego (1962) oraz dwukrotny zwycięzca Nagrody Saturn w kategorii najlepszy aktor drugoplanowy (1978, 1981).
5 listopada 1987 otrzymał własną gwiazdę w Alei Gwiazd w Los Angeles znajdującą się przy 6904 Hollywood Boulevard.

## Filmografia
- Myszy i ludzie (1939) jako George Milton
- Idiot’s Delight (1939) jako Quillary
- Druga zwrotka (1940) jako Henry „Hank” Taylor
- Niepewne uczucie (1941) jako Alexander Sebastian
- Żołnierze (1945) jako Ernie Pyle
- Dziennik panny służącej (1946) jako kpt. Mauger
- Burza nad Waszyngtonem (1962) jako Herbert Gelman
- Kardynał (1963) jako Ned Halley
- Prawo Burke’a (1963–1964, 3 odcinki, różne role)
- Wojna o ocean (1965) jako komandor Egan Powell
- Batman zbawia świat (1966) jako „Pingwin"
- Hazardziści z Teksasu (1966) jako Doc Scully
- Szybki zmierzch (1967) jako sędzia Purcell
- Skidoo (1968) jako The Warden
- Trzymaj się z daleka, Joe (1968) jako Charlie Lightcloud
- Złoto MacKenny (1969) jako The Storekeeper
- Był sobie łajdak (1970) jako Missouri Kid
- Hindenburg (1975) jako Emilio Pajetta
- Dzień szarańczy (1975) jako Harry Greener
- Rocky (1976) jako Mickey Goldmill, trener Rocky’ego
- Spalone ofiary (1976) jako Arnold Allardyce
- Bractwo strażników ciemności (1977) jako Charles Chazen
- Manitou (1978) jako dr Snow
- Nieczyste zagranie (1978) jako pan Hennessey
- Magia (1978) jako Ben Greene
- Rocky II (1979) jako Mickey Goldmill
- Gdy czas ucieka (1980) jako Rene Valdez
- Ostatni pościg (1981) jako kapitan J.G. Williams
- Prawdziwe wyznania (1981) jako Seamus Fargo
- Zmierzch tytanów (1981) jako Ammon
- Rocky III (1982) jako Mickey Goldmill
- Pełnia księżyca w Blue Water (1988) jako generał
- Stan łaski (1990) jako Finn
- Noc myśliwego (1991) jako Birdy
- Dwaj zgryźliwi tetrycy (1993) jako dziadek Gustafson
- Obóz marzeń (1994) jako Fein
- Jeszcze bardziej zgryźliwi tetrycy (1995) jako dziadek Gustafson

## Publikacje
- Burgess Meredith: So Far, So Good: A Memoir. Little Brown & Co., 1994, s. 278. ISBN 978-0-31-656717-6.